# Vänskänjärvi
Vänskänjärvi är en sjö i kommunen Ilomants i landskapet Norra Karelen i Finland. Sjön ligger 143,4 meter över havet. Den är 7 meter djup. Arean är 82 hektar och strandlinjen är 4,96 kilometer lång. Sjön  ingår i Vuoksens huvudavrinningsområde.   Den ligger omkring 74 kilometer nordöst om Joensuu och omkring 450 kilometer nordöst om Helsingfors. 